# Eric O'Grady
Pour les articles homonymes, voir O'Grady.
Eric O'Grady est un super-héros évoluant dans l'univers Marvel de la maison d'édition Marvel Comics. Créé par le scénariste Robert Kirkman et le dessinateur Phil Hester, le personnage de fiction apparaît pour la première fois dans le comic book The Irredeemable Ant-Man #1 en décembre 2006.
O'Grady est la troisième personne à incarner le héros nommé l’Homme-fourmi (Ant-Man), après Hank Pym et Scott Lang.
La série The Irredeemable Ant-Man connaît un succès mitigé et ne dure que 12 numéros. On revoit le personnage dans d'autres séries, comme The Initiative, puis Thunderbolts et dernièrement dans Secret Avengers.

## Biographie du personnage

### Origines
Personne immorale, voyeuriste et vénale, Eric O'Grady était un agent du SHIELD qui surveillait le laboratoire du docteur Henry « Hank » Pym dans l’Héliporteur du SHIELD. Quand la base volante est attaquée par l'HYDRA, Eric dérobe un prototype d'armure portée par un de ses collègues abattu et s'échappe. Il s'en sert par la suite à des fins égoïstes, pour séduire des femmes (dont l'épouse de son coéquipier décédé, qu'il met enceinte et abandonne par la suite) ou pour faire croire qu'il est un héros tout en commettant des vols.
Après ce vol, le SHIELD octroie à l'agent Mitch Carson, ancien collègue de O'Grady, un prototype non-testé de l'armure, qui reçoit pour mission de traquer le fugitif. Dans le combat qui s'ensuit, Eric défigure Carson par accident, quand son jetpack brûle le visage de Carson, le laissant sourd et aveugle d'un côté. Pris de remords, O'Grady conduit l'agent à l'hôpital.

### Parcours
Se cachant du SHIELD, Eric O'Grady travaille avec le voleur professionnel Black Fox. Plus tard, il travaille pendant un temps pour l'organisation Damage Control (en) qui lui donne une nouvelle identité, Derek Sullivan et un nouveau nom de code, Slaying Mantis.

### World War Hulk
Dans World War Hulk, quand Hulk, revenu de l'espace, attaque Manhattan, O'Grady rejoint les héros qui tentent arrêter le Titan vert. O'Grady, rapetissant son corps, attaque Hulk de l'intérieur mais est éjecté par une narine. Blessé, il termine à l'hôpital et est enlevé par son ancien collègue, Carson, qui le torture. Iron Man intervient et Eric rejette le vol de l'armure sur Carson, qui est arrêté. Black Fox tente d'aider son partenaire mais il est lui aussi appréhendé, Eric l'abandonnant à son sort.

### Cadet de l'Initiative
On ignore comment, mais O'Grady retrouve ensuite son poste d'agent du SHIELD sur l'Héliporteur. Voulant se racheter, il en profite pour faire évader son ami Black Fox, détenu dans la base volante. Après s'être concertés, et ne trouvant pas de meilleur utilisateur, Iron Man et Hank Pym offrent l'armure à O'Grady si ce dernier rejoint l'Initiative. 
Au Camp Hammond, O'Grady s'attire le courroux de Stature (Cassie Lang), après avoir sali la mémoire de son père Scott (le second Homme-fourmi), qu'il disait peureux et voyeur.
Quand un clone de MVP devient fou et fait un carnage dans la base, l'Homme-fourmi se cache avec le Maître de corvée. Lorsque l'invasion Skrull frappe Manhattan, là encore il se cache. Il est débusqué par la Shadow Initiative et forcé de participer à une mission d'élimination, qui échoue. Il découvrit pourtant que les Skrulls comptaient ouvrir un portail vers la Zone négative et transmet l'information aux héros qui déjouent le plan.

### Membre des Thunderbolts
À la fin du conflit dans Secret Invasion, l'Homme-Fourmi est promu et assigné aux Thunderbolts.

## Pouvoirs et capacités
Eric O'Grady utilise une combinaison inventée par le docteur Hank Pym, le premier Homme-fourmi. Cette dernière libère des « particules Pym » sur le porteur, qui peut alors rétrécir jusqu'à seulement un centimètre de hauteur, tout en gardant sa force normale.
En complément de ses pouvoirs, Eric O'Grady est un agent du SHIELD entraîné.
- Quand il porte l'armure de l'Homme-fourmi, O'Grady a la capacité de se réduire à la taille d'un insecte tout en conservant une force de taille normale.
- Il possède également la capacité de communiquer avec les insectes quand il porte l'armure. Cependant, il n'est pas tout à fait formé à cette capacité et manque quelque peu de compétences dans son utilisation.
- Sa combinaison est équipée d'une radio miniature, d'un réacteur dorsal (jetpack, qui être détaché et utilisé comme arme en retournant les flammes du jet sur un ennemi), et d'un dard électrique, comme celui qu'utilisait autrefois la Guêpe.
- Elle possède également deux bras robotiques que O'Grady peut libérer du dos de son armure lorsqu'il est rétréci.
- Les particules Pym peuvent aussi être relâchées pour faire grandir l'utilisateur de la combinaison. O'Grady ne s'est servi de cette habilité qu'une seule fois.

Après avoir rejoint l'Initiative, il a été révélé que l'armure de O'Grady était le prototype de la combinaison « G.I. Ant-Man » qui pouvait également augmenter sa taille. Pendant cette période, son casque semblait devenir davantage un morceau de tissu bien ajusté, car il se moulait à ses expressions faciales et pouvait même être retiré vers le haut pour lui permettre de boire.
En tant que membre des Thunderbolts, le costume est repensé et recoloré pour mieux s'adapter à son nouveau poste dans les opérations secrètes.
En tant que membre des Secret Avengers, son costume redessiné ressemble à l'armure originale de l'Homme-fourmi. Il est également équipé d'un dard électrique dans les gants, comme celui de la Guêpe. L'armure conserve les « cyber-jambes » (cyberlegs) de la version originale, non visibles une fois rétractées.

## Versions alternatives

### Marvel Zombies
Dans le monde de Marvel Zombies où une peste a transformé des héros et des méchants en zombies, l'Homme-fourmi faisait partie des infectés. Il a ensuite été tué par le Punisher, et la tête d'O'Grady a été présentée comme un trophée de chasse.

## Apparition dans d'autres médias
- Eric O'Grady fait une apparition dans The Avengers: Earth's Mightiest Heroes, incarné par Troy Baker. Il est vu dans l'épisode « Nightmare in Red » pendant le déchaînement de Red Hulk.
- La version de l'Homme-forumi d'Eric O'Grady apparaît dans les bandes dessinées animées (motion comics (en)) de Spider-Woman, doublé par Jeffrey Hedquist.

## Éditions en recueils
La série solo d'Eric O'Grady a été rassemblée en plusieurs volumes, sous plusieurs formats.
| Titre                                         | Materreil collecté                                                                                 | Format          | Date de publication | ISBN                  |
| --------------------------------------------- | -------------------------------------------------------------------------------------------------- | --------------- | ------------------- | --------------------- |
| Irredeemable Ant-Man - Volume 1: Low-Life     | Irredeemable Ant-Man #1-6                                                                          | Résumé          | 11 juillet 2007     | (ISBN 978-0785119623) |
| Irredeemable Ant-Man - Volume 2: Small-Minded | Irredeemable Ant-Man #7-12                                                                         | Résumé          | 26 décembre 2007    | (ISBN 978-0785119630) |
| The Irredeemable Ant-Man                      | Irredeemable Ant-Man #1-12                                                                         | Trade Paperback | 1er juillet 2009    | (ISBN 978-0785140863) |
| Ant-Man and Wasp: Small World                 | Ant-Man and Wasp #1-3 et matériel provenant de Tales to Astonish (première série 1959-1968) #44-48 | Trade Paperback | 22 juin 2011        | (ISBN 978-0785155676) |